# Художня деталь
Худо́жня дета́ль (фр. detail — частина, подробиця) — значимий, виділений елемент художнього образу, виразна подробиця у творі, що несе значне, змістове та ідейно-емоційне навантаження. Здебільшого художня деталь розкриває певні елементи портрету людини, опису природи чи окремого предмету.
У художньому творі можуть бути наявні лише елементи художньої деталі, наприклад, під час розкриття психологічного портрета можуть надаватися певні уточнення щодо рис характеру.
Художня деталь — засіб мистецтва, який полягає у виділенні особливо значущого елементу художнього образу. Через художню деталь виявляється спосіб художнього мислення письменника, поета. Художня деталь може бути речовою, портретною, пейзажною, інтер'єрною, психологічною, мовною.
Деталь здатна за допомогою невеликого текстового обсягу передати максимальну кількість інформації. За допомогою деталі, одним або декількома словами,  можна отримати найяскравіше уявлення про персонажа (його зовнішність або психологію), інтер'єр, обстановку. На відміну від подробиці, яка діє завжди з іншими подробицями, складаючи повну і правдоподібну картину світу, деталь завжди самостійна. Серед письменників, які майстерно використовували деталь, можна назвати І.Багряного та Г.Тютюнника.